# سامرلین ساوث (نوادا)
سومرلین جنوبی، نوادا (به انگلیسی: Summerlin South, Nevada) یک سکونتگاه مسکونی در ایالات متحده آمریکا است که در نوادا واقع شده‌است.

## خصوصیات
سومرلین جنوبی ۲۴٫۹۷ کیلومترمربع مساحت و ۲۴٬۰۸۵ نفر جمعیت دارد.